# Hamal
Hamal (Alfa d'Àries / α Arietis) és l'estrella més brillant de la constel·lació d'Àries. També rep el nom tradicional d El Nath. La seva designació de Flamsteed és 13 Arietis, però és usat molt rarament a causa del fet que és una estrella brillant amb designació de Bayer. El nom "Hamal" deriva del nom àrab de la constel·lació sencera, Al Ħamal, "l'ovella" o "el moltó". A causa de la confusió entre l'estrella i la constel·lació, l'estrella és també (rarament) esmentada com a راس الحمل rās al-ħamal, "el cap de l'ovella/moltó". El Nath és la transliteració d'una paraula àrab que significa «El cop de cap (del moltó)», nom que també se li atribueix, per bé que designa més generalment a β Tauri.
Aquesta estrella és una estrella gegant K2 IIICa, la qual cosa significa que és de color taronja, una estrella gran (unes 55 vegades més brillant, 18 vegades més gran en diàmetre, 4,5 vegades més massiva que el sol), mentre que la notació "ca" indica línies de calci en el seu espectre. És lleugerament variable, unes 0,5 magnituds.
Segons les dades recollides pel satèl·lit Hipparcos la paral·laxi de Hamal és de 49,48 ± 0,99 msa, això significa una distància de 65,91 ± 1,35 anys llum de la Terra. Combinada amb el seu esclat intrínsec, aquesta distància relativament petita fa que aquesta estrella brilli amb una magnitud aparent de 2,01, i sigui la 47a estrella més brillant del cel.
A l'antiguitat, el pas aparent del sol a través del cel de la Terra posa a Àries en el principi de la primavera (per la qual cosa la majoria de les columnes d'astrologia en els periòdics moderns comencen amb Àries). Mentre que l'equinocci s'ha mogut a Peixos des d'aquells temps a causa de la precessió, Hamal ha romàs en la ment com a l'estrella més brillant on hi havia un punt important quan els pobles primitius començarent a estudiar el cel nocturn.